# Italo Righi
Pour les articles homonymes, voir Righi.
Italo Righi, né le 14 juin 1959 à Sassofeltrio (Italie), est un homme politique saint-marinais, membre du Parti démocrate-chrétien. Il est capitaine-régent du 1er avril au 1er octobre 2012, avec Maurizio Rattini, et de nouveau depuis le 1er avril 2025, avec Denise Bronzetti. 

## Biographie
Il est élu capitaine-régent, avec Maurizio Rattini, pour la période du 1er avril au 1er octobre 2012. 
En mars 2025, il est de nouveau élu capitaine-régent, avec Denise Bronzetti, pour la période du 1er avril au 1er octobre 2025.